# Toczyłowe
Toczyłowe (ukr. Точилове) – wieś na Ukrainie, w obwodzie odeskim, w rejonie podolskim, w hromadzie Anańjiw. Miejscowość etnicznie mołdawska.
W 2001 liczyła 1181 mieszkańców, spośród których 55 wskazało jako ojczysty język ukraiński, 30 rosyjski, 1093 mołdawski, 1 bułgarski, a 2 inny.